# Soppe-le-Haut
Soppe-le-Haut korábbi község Franciaországban, Haut-Rhin megyében. Lakosainak száma 544 fő (2018. január 1.). Soppe-le-Haut Sentheim, Mortzwiller, Eteimbes, Bretten, Soppe-le-Bas, Guewenheim, Lachapelle-sous-Rougemont, Petitefontaine és Le Haut Soultzbach községekkel határos.
2016. január 1-jén Mortzwiller korábbi községgel egyesült és az így létrejött Le Haut Soultzbach új község része lett.

## Népesség
A település népessége az elmúlt években az alábbi módon változott:
| Lakosok száma | 260  | 259  | 257  | 336  | 442  | 567  | 567  | 569  | 554  | 544  |
|               | 1962 | 1968 | 1975 | 1982 | 1990 | 2008 | 2013 | 2015 | 2017 | 2018 |